# Centre Park
Het Centre Park is een multifunctioneel stadion in Auckland, een stad in Nieuw-Zeeland. Het ligt in de wijk Mangere. Het stadion is het thuisstadion van voetbalclub Manukau United FC. Het stadion werd in 2011 gebruikt voor het Oceanisch kampioenschap voetbal onder 20. In het stadion is plaats voor 2.000 toeschouwers. 